# Патраки (Пермский край)
Патраки — деревня в Добрянском районе Пермского края. Входит в состав Сенькинского сельского поселения.

## Географическое положение
Деревня расположена на берегу реки Малый Туй, примерно в 4 км к северо-западу от административного центра поселения, села Сенькино.

## Население
| 2010 |
| ---- |
| 71   |

## Улицы
- Дорожная ул.

## Топографические карты
- Лист карты O-40-53 Доьрянка. Масштаб: 1 : 100 000. Издание 1977 г.